# 王廷璋
王廷璋（1884年—1944年），字子琦，號澹盫，浙江省紹興府山陰縣人，畢業於比利時黎業斯大學（即聖路易斯大學 Saint Louis University），宣統三年商科進士，夫人陳克柔。

## 生平
- 畢業於比利時黎業斯大學，獲商學士學位。
- 宣統三年九月庚午驗看學部考驗遊學畢業生。得旨：周家彥、鍾賡言、嚴鶴齡、蔡序東、馬泰鈞、羅文幹、潘敬、潘灝芬、丁榕、王汝圻、郭則壽、張履鼇、黃雲鵬、孫觀圻、張祥麟、趙天麟、朱大鏞、莫永貞、張瑋均著賞給法政科進士。周詒春著賞給交科進士。沙世傑著賞給醫科進士。彭世芳、丁文江、章鴻釗均著賞給格致科進士。陶昌善、朱繼承均著賞給農科進士。王弻、胡仁源、華南圭、陳同壽、謝學瀛、張保熙、王壽祺、馬泰徵、裴鏷、沈成栻、張允耀、余主甫、王勛卿、陳汝湘、周德鴻、童世亨、張景煒、李四光、鄒德謹、吳宗濬、王明照、王家鸞均著賞給工科進士。王廷璋、楊錦森、殷祖恩、周典、印煥門、謝剛克、周砥、潘承業、劉輔宣均著賞給商科進士。
- 1912年任北京政府外交部條約司科長。1913年任大總統府秘書兼外交部秘書。1917年8月，任駐墨西哥公使館一等秘書，代辦使事；11月調署駐舊金山總領事。1918年3月，任北京政府外交部參事。1922年2月，代理外交部交際司司長，外交部通商司司長。1923年3月，任外交委員會事務處幫辦。1925年任關稅特別會議委員及法權調查委員會顧問。1926年2月，任駐葡萄牙全權公使。1933年1月回國。1940年3月，被汪偽政府任命為公使，在外交部辦事。
- 民國1年（1912年）6月17日，留部辦事外交部原廳司辦事員[2]。
- 民國1年（1912年）8月16日，任命外交部僉事[3]。
- 民國1年（1912年）10月12日，派外交部交際司科長[4]。
- 民國2年（1913年）4月23日，派充外交部保和會準備會會員[5]。
- 民國2年（1913年）12月31日，署理外交部秘書[6]。
- 民國3年（1914年）1月6日，分掌外交部會計科[7]。
- 民國3年（1914年）1月9日，任命外交部秘書[8]。
- 民國4年（1915年）8月2日，授外交部上士[9]。
- 民國4年（1915年）12月7日，特授少大夫[10]。
- 民國6年（1917年）8月23日，派署駐墨西哥使館二等秘書官[11]。
- 民國6年（1917年）11月30日，調駐金山總領事[12]。
- 民國7年（1918年）3月4日，調交通研究會會員[13]。
- 民國7年（1918年）5月31日，回外交部辦事署駐金山總領事[14]。
- 民國7年（1918年）11月8日，任用文官甄用委員會簡任職[15]。
- 民國8年（1919年）8月20日，派外交官領事官考試甄錄委員會委員[16]。
- 民國9年（1920年）10月30日，交院存記國務院全權公使[17]。
- 民國10年（1921年）2月25日，出差外交部交際司幫辦[18]。
- 民國10年（1921年）10月4日，代理外交部交際司司長[19]。
- 民國11年（1922年）2月14日，代理外交部交際司司長[20]。
- 民國11年（1922年）10月6日，代理外交部參事[21]。
- 民國11年（1922年）12月21日，兼充關稅特別會議籌備處籌備員[22]。
- 民國12年（1923年）3月21日，兼充外交委員會事務處幫辦[23]。
- 民國13年（1924年）5月15日，任命外交部司長[24]。
- 民國13年（1924年）5月17日，派掌外交部交際司[25]。
- 民國13年（1924年）6月27日，派中俄會議辦事處專門委員[26]。
- 民國13年（1924年）8月4日，派外交部憲政實施籌備委員會委員[27]。
- 民國13年（1924年）11月10日，派取消中俄會議辦事處會同接收[28]。
- 民國13年（1924年）11月13日，外派外交部暫設中俄會議會務處專門委員[28]。
- 民國15年（1926年）2月4日，任命駐葡萄牙國特命全權公使[29]。
- 民國16年（1927年）8月27日，派國際聯合會代表[30]。
- 民國16年（1927年）11月8日，辭職國際聯合會代表[31]。
- 民國18年（1929年）6月26日，派答謝葡萄牙國專使[32]。